# Reprezentacja Serbii w piłce wodnej kobiet
Reprezentacja Serbii w piłce wodnej kobiet – zespół, biorący udział w imieniu Serbii w meczach i sportowych imprezach międzynarodowych w piłce wodnej, powoływany przez selekcjonera, w którym mogą występować wyłącznie zawodnicy posiadający obywatelstwo serbskie. Za jej funkcjonowanie odpowiedzialny jest Serbski Związek Piłki Wodnej (VSS), który jest członkiem Międzynarodowej Federacji Pływackiej.